# Astragalus lalesarensis
Astragalus lalesarensis är en ärtväxtart som beskrevs av Joseph Friedrich Nicolaus Bornmüller. Astragalus lalesarensis ingår i släktet vedlar, och familjen ärtväxter. Inga underarter finns listade i Catalogue of Life.